# 巴勃罗·埃雷拉
巴勃罗·埃雷拉（西班牙語：Pablo Herrera，1982年6月29日—），西班牙男子沙滩排球运动员。他曾代表西班牙参加2004年、2008年、2012年、2016年和2020年夏季奥林匹克运动会沙滩排球比赛，其中2004年奥运会获得一枚银牌。